# 嘉新里
嘉新里位於苗栗市北部，是中華民國臺灣苗栗縣苗栗市的行政區，舊稱為嘉志閣庄，日治時期則稱為嘉志閣社，漢人在此生活，也慢慢的沒了日治時期的文化氣息 。漢人彭祥瑤帶領先民在現今的苗栗市北部一個叫做大墩（大墩為土丘，相對高度約為5～10公尺，位於現今的苗栗市五穀宮，廟體就蓋在土丘正上方）的地方開墾，當地境內有許多土地公（客家人稱為伯公），是當地人的信仰中心，現在也成為當地長輩泡茶聊天的好去處。而彭祥瑤之墓則位於五穀宮正前方。